# USS Pennsylvania (BB-38)
La USS Pennsylvania (BB-38) era una nave da battaglia della United States Navy, la capoclasse delle due navi classe Pennsylvania. È stata la terza nave a portare il nome dello Stato della Pennsylvania.

## Caratteristiche tecniche
La classe Pennsylvania era parte del progetto Standard-type battleship, che aveva il fine di creare una serie di classi di navi da battaglia dalle caratteristiche omogenee. Rispetto alla precedente classe Nevada si era potenziato l'armamento, con la batteria principale passata da 10 a 12 cannoni da 14" (356 mm) di calibro. Anche la protezione antisiluro era stata migliorata con l'introduzione di una paratia corazzata che proteggeva il doppio scafo interno che garantiva galleggiabilità in caso dell'esplosione di un siluro avente una testata di 136 kg di TNT. Queste prestazioni erano all'avanguardia rispetto alle navi della marina britannica e francese ed equivalenti a quella tedesca. Successivamente, con i lavori di ammodernamento del 1942, la protezione anti siluro della Pennsylvania fu aggiornata al livello delle altre navi dello Standard Type, con un sistema di quattro strati di corazzatura alternati da fluidi.
La Pennsylvania fu costruita per essere una nave ammiraglia, e per questa ragione, a differenza della sorella Arizona, era dotata di una torre di comando progettata appositamente.

## Costruzione e varo

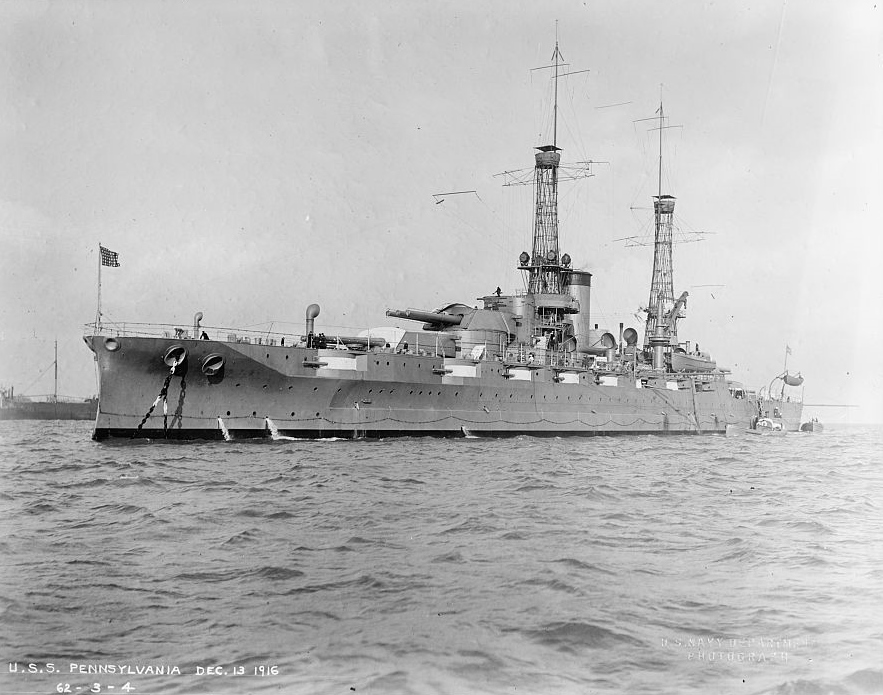
La Pennsylvania, 13 dicembre 1916

La Pennsylvania fu costruita presso i cantieri navali della Newport News Shipbuilding di Newport News, Virginia e della Dry Dock Company di Seattle, Washington. Come madrina per il varo il governatore della Pennsylvania Martin Grove Brumbaugh scelse Miss Elizabeth Kolb di Germantown, figlia di Louis J. Kolb di Filadelfia e studentessa al National Park Seminary, che Brumbaugh stesso definì: "la più bella e dolce ragazza della Pennsylvania".
Il 16 marzo 1915 Elizabeth Kolb arrivò alla cerimonia assieme alle sue damigelle d'onore, Miss Katherine Kolb, Miss Katherine Martin e Miss Mildred Harold. Alle 10:11, dopo aver pregato e pronunciato le parole "Io ti battezzo Pennsylvania", davanti a 20.000 spettatori Miss Kolb ruppe una bottiglia di champagne sulla prua della nave. La Pennsylvania prese servizio a partire dal 12 giugno 1916 sotto il comando del capitano Henry B. Wilson.

## Prima guerra mondiale
Dopo la sua entrata in servizio, la Pennsylvania si unì alla Atlantic Fleet. Il 12 ottobre 1916 divenne la nave ammiraglia del Comandante in capo della Flotta Atlantica, l'ammiraglio Henry Mayo, ruolo fino a quel momento coperto dalla Wyoming. Nel gennaio 1917 la Pennsylvania prese parte ad alcune manovre di flotta nel Mar dei Caraibi.
La nave fece ritorno alla base di Yorktown il 6 aprile, giorno in cui gli Stati Uniti dichiararono guerra alla Germania. La Pennsylvania non si unì alla Division Nine, il gruppo di cinque corazzate che gli Stati Uniti mandarono come aiuto alla Grand Fleet britannica. Il motivo era che le caldaie della Pennsylvania bruciavano petrolio e le petroliere dirette in Gran Bretagna non potevano trasportare ulteriore combustibile anche per le corazzate statunitensi, per questo vennero scelte solo navi a carbone.
Basata a Yorktown, la Pennsylvania rimase in assetto da combattimento partecipando a manovre di flotta ed esercitazioni nella baia di Chesapeake, fu sottoposta a revisioni nei cantieri di Norfolk e New York ed in seguito prese parte ad ulteriori manovre nelle acque di Long Island Sound. Mentre era ancora a Yorktown, l'equipaggio della Pennsylvania rese onore alla Mayflower, su cui si trovava il Presidente degli Stati Uniti Woodrow Wilson, con il saluto alla voce. Alle 12:15, a bordo della Pennsylvania il Presidente Wilson restituì l'incarico di Comandante delle Forze Armate, da lui detenuto durante la Prima guerra mondiale, e gli furono tributati tutti gli onori.

## Tra le due guerre

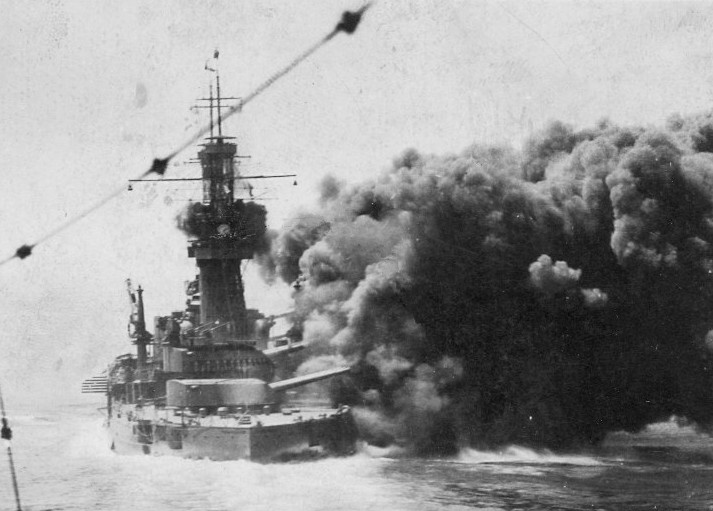
Una bordata della Pennsylvania, 1920

Il 2 dicembre 1918 il Pennsylvania arrivò al largo della base navale di Tompkinsville, a nord-est di Staten Island. Il 4 dicembre partì verso Brest, in Francia.
Alle 11 di mattina, il transatlantico George Washington, con a bordo il Presidente Wilson, salpò scortato da dieci cacciatorpediniere. La Pennsylvania era posizionata lungo la loro rotta, e all'arrivo del convoglio salutò sparando in aria 21 salve di cannone. La corazzata prese posizione davanti alla George Washington ed assunse il comando della scorta presidenziale.
Arrivati a destinazione, l'equipaggio eseguì il saluto alla voce seguito da un applauso mentre la George Washington transitava a fianco della Pennsylvania per andare poi a gettare l'ancora nel porto di Brest.
Il 14 dicembre la Pennsylvania lasciò la Francia, facendo rotta verso New York, dove arrivò il 25 dicembre.
Nel febbraio 1919 partecipò ad alcune manovre di flotta nel Mar dei Caraibi, ritornando a New York in tarda primavera.
Il 30 giugno l'ammiraglio Mayo fu sollevato dall'incarico di Comandante della Flotta Atlantica e sostituito a Henry B. Wilson, che era stato il primo capitano della Pennsylvania.
A Tompkinsville, l'8 luglio, la nave imbarcò l'allora vice presidente degli Stati Uniti Thomas Marshall, i segretari di gabinetto Josephus Daniels, Carter Glass, William B. Wilson, Newton Diehl Baker e Franklin Lane ed il senatore Champ Clark, per poi salpare l'ancora.
Alle 10:00 viene avvistata la George Washington, con a bordo il Presidente Wilson, scortata dalla Oklahoma. La Pennsylvania sparò alcune salve di saluto, prendendo poi posizione davanti alla Oklahoma e facendo rotta verso New York.
Prima di tornare alla base, la Pennsylvania fece scendere a terra gli importanti passeggeri che aveva imbarcato a Tompkinsville.
Il 7 gennaio lasciò la base per partecipare ad alcune manovre di flotta nel Mar dei Caraibi, per poi fare ritorno a New York il 26 aprile, dove la Pennsylvania prese parte ad alcune esercitazioni programmate fino al 17 gennaio 1921, quando ripartì in direzione del Canale di Panamá.
La Pennsylvania arrivò a Balboa il 20 gennaio, dove si unì alla Pacific Fleet e divenne la nave ammiraglia della flotta combinata sotto al comando del Comandante in capo della Flotta Atlantica, alle dipendenze del Department of the Navy.
Il 21 gennaio fecero rotta verso Callao, in Perù, dove arrivarono il 31 gennaio. Il 2 febbraio la Pennsylvania lasciò la flotta e fece ritorno a Balboa, dove giunse il 14 febbraio. In seguito si spostò alla base navale di Guantánamo, a Cuba, dove effettuò alcune esercitazioni.
Tornata alla base di Hampton Roads, il 28 aprile sparò 21 salve di saluto all'arrivo della Mayflower.
A bordo della Pennsylvania erano ospiti il Segretario alla Marina degli Stati Uniti d'America Edwin Denby con il suo assistente e il Capo delle operazioni navali Robert Coontz, che avevano in programma una riunione col Presidente.
Alle 11:40 il presidente Warren G. Harding dalla Mayflower salì a bordo della Pennsylvania e la sua bandiera venne issata sull'albero di maestra della corazzata.

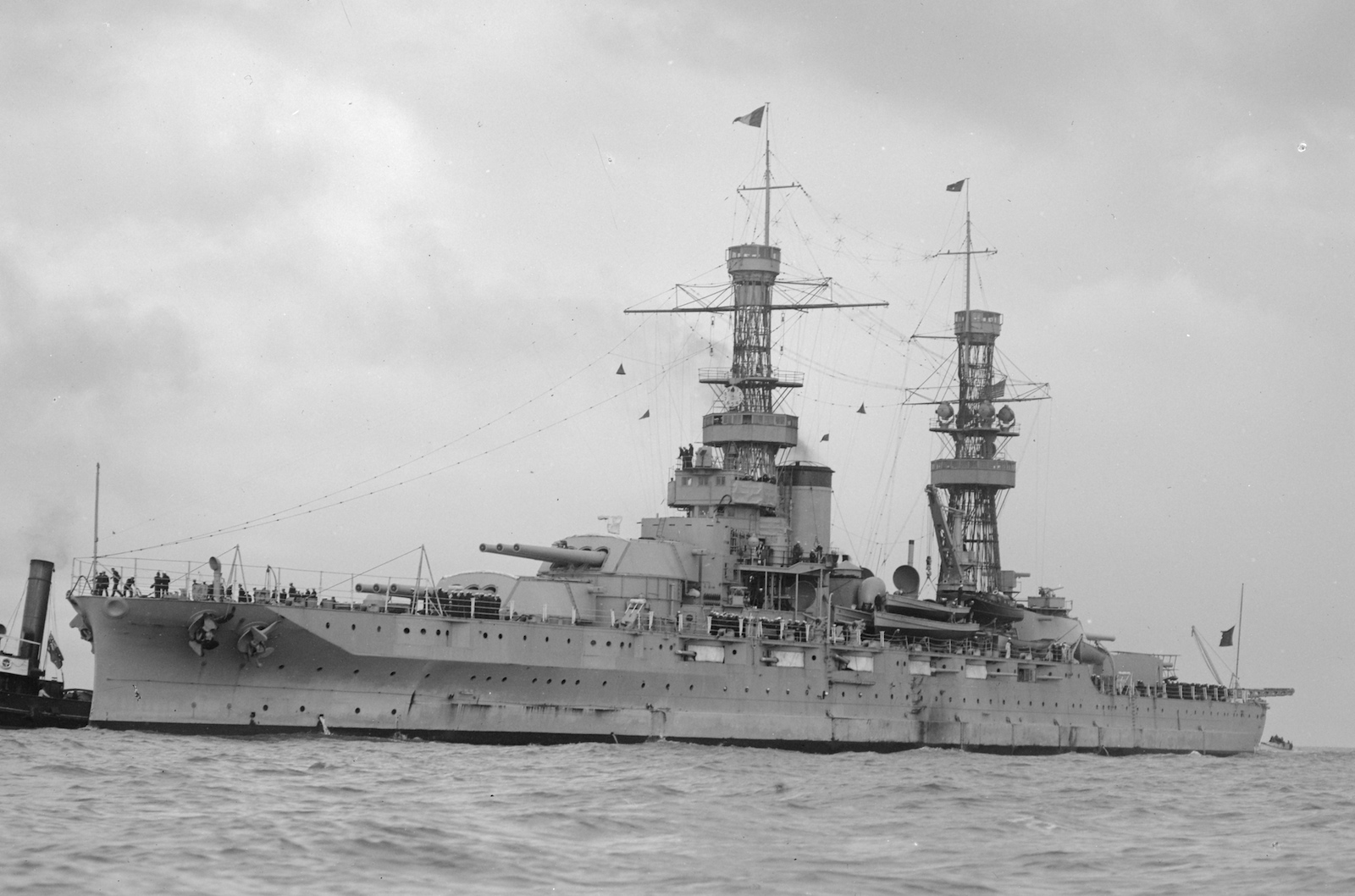
La Pennsylvania in visita all'Australia, 1925

Il 22 agosto 1922 la Pennsylvania lasciò Lynnhaven, in Virginia, per unirsi alla Pacific Fleet.
Arrivata San Pedro, in California, operò sulla costa ovest fino al 1929, con pattugliamenti lungo le coste della California, dell'Oregon e dello Stato di Washington e periodiche esercitazioni tattiche fuori dal Canale di Panamá, nel mar dei Caraibi e nella zona delle Hawaii.
Il 15 aprile 1925 partì con la flotta di San Francisco, e dopo le esercitazioni svolte nell'area delle Hawaii, il 1º luglio lasciò la base di Honolulu diretta a Melbourne, in Australia. Dopo aver visitato Wellington, in Nuova Zelanda, la Pennsylvania tornò a San Pedro il 26 settembre.
Nel gennaio del 1929 partì in direzione di Panama e, dopo alcune esercitazioni nella base di Guantanamo Bay, il 1º giugno giunse al Philadelphia Naval Shipyard, dove la Pennsylvania venne sottoposta a lavori ammodernamento e di revisione che si protrassero per i successivi due anni. La batteria secondaria fu ridotta a 12 cannoni da 5" (127 mm)/51 ed i 3 cannoni antiaerei da 3" (76 mm)/23 furono sostituiti da 8 pezzi da 5" (127 mm)/25.
L'8 maggio 1931 la Pennsylvania intraprese una crociera di esercitazione con direzione la base di Guantanamo Bay, per poi tornare nuovamente al cantiere. Il 6 agosto ripartì nuovamente in direzione della base di Guantanamo Bay, successivamente proseguì verso San Pedro dove si ricongiunse alla Battle Fleet.
Dall'agosto 1931 fino al 1941, la Pennsylvania partecipò a numerose esercitazioni militari, simulazioni di battaglie lungo la costa ovest, ed a periodiche manovre di flotta nella zona delle Hawaii e del mar dei Caraibi.
La Pennsylvania fu una della 14 navi a ricevere il nuovo radar CXAM della RCA, che fu installato sulla corazzata nel 1940.
Dopo alcuni lavori al Puget Sound Naval Shipyard, dove il numero di cannoni da 5" (127 mm)/25 fu incrementato da 8 a 12, il 7 gennaio 1941 la Pennsylvania ripartì per le Hawaii, dove partecipò ad alcune operazioni programmate con le Task Force 1 e 5, e sempre nello stesso anno si unì alla Task Force 18 in una crociera lungo la costa ovest.
Nel febbraio 1941, alle Hawaii, l'intero equipaggio della Pennsylvania assistette alla cerimonia in cui ci fu il passaggio del Comando della Flotta del Pacifico dall'ammiraglio James O. Richardson all'ammiraglio Husband Kimmel.

## Seconda guerra mondiale

### Pearl Harbor

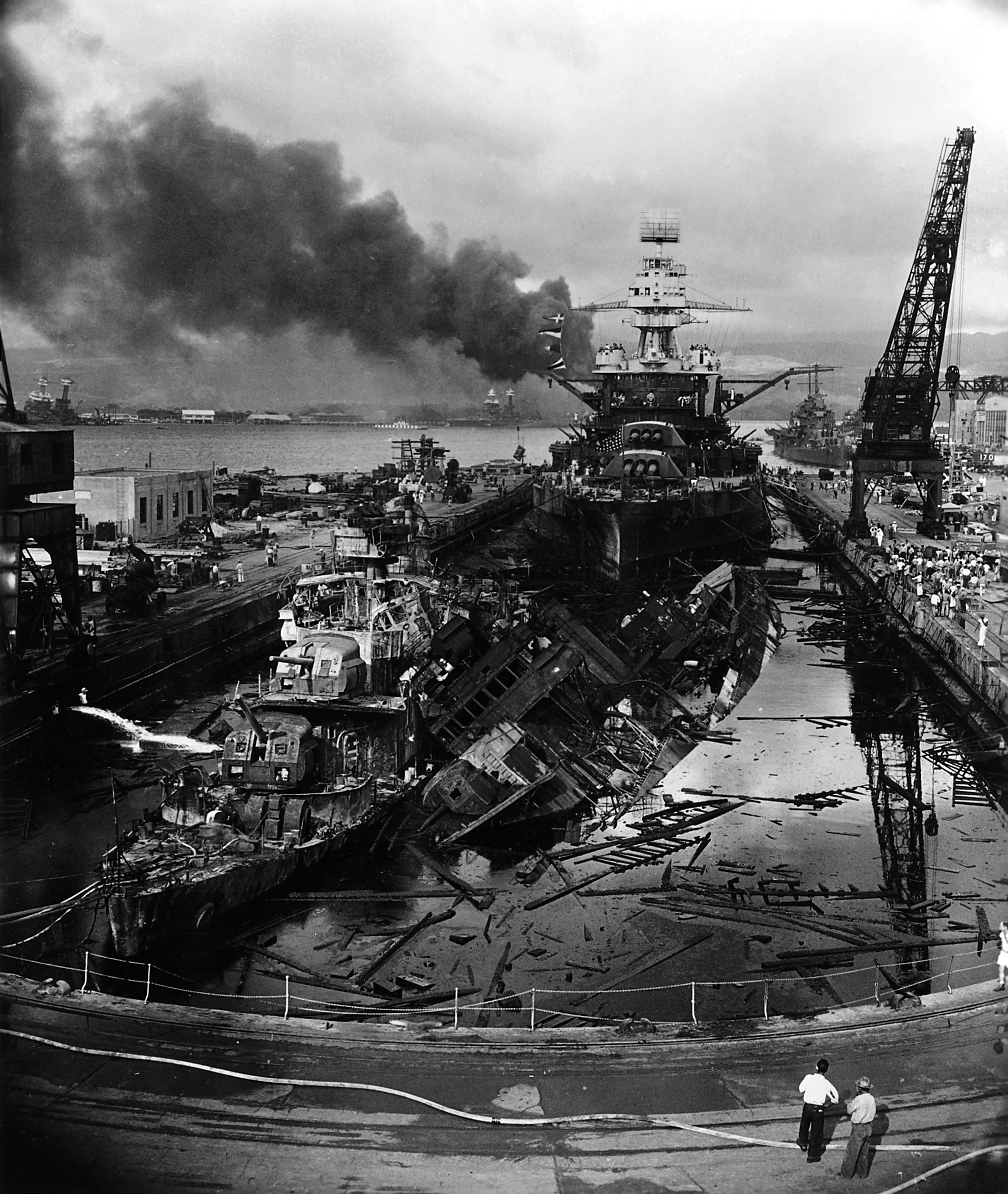
La Pennsylvania dopo l'attacco di Pearl Harbor. Davanti a lei la Downes e la Cassin

Durante l'attacco di Pearl Harbor, il 7 dicembre 1941, la Pennsylvania si trovava in un bacino di carenaggio del porto delle Hawaii. Le sue eliche, rimosse dagli alberi, erano sul fondo del bacino. Avrebbe dovuto raggiungere la banchina adiacente alle 6 del mattino ma ci furono dei ritardi così che alle 7:55, quando ebbe inizio l'attacco, la Pennsylvania era ancora dentro al bacino.
Probabilmente furono tali ritardi a salvare la nave.
Fu una delle prime navi ad aprire il fuoco contro gli aerei giapponesi che in quel momento attaccavano la base. I tentativi di bombardieri e aerosiluranti nemici di colpire la fondazione del bacino di carenaggio risultarono vani, ma la Pennsylvania e le infrastrutture portuali nelle vicinanze rimasero comunque severamente danneggiati dai colpi di mitragliatrice. Una bomba centrò la Pennsylvania, esplodendo all'interno di una delle postazioni di dritta armate coi cannoni da 5" (127 mm) ed uccidendone l'equipaggio. Nello stesso bacino di carenaggio della corazzata si trovavano due cacciatorpediniere, il Downes ed il Cassin, che rimasero entrambi severamente danneggiati da diverse bombe. I loro frammenti investirono la vicina Pennsylvania. Per evitare che un colpo a segno sulle paratie del bacino ne provocasse il cedimento, che avrebbe spazzato le navi in secca dai sostegni e messo a rischio i due cacciatorpediniere molto più piccoli, ne venne comandato l'allagamento; il risultato fu quello di innalzare il livello dell'acqua con in cima il carburante in fiamme provocando ulteriori danni alle navi, soprattutto ai cacciatorpediniere che avevano perso la galleggiabilità. Uno dei tubi lanciasiluri del Downes, del peso di circa 450 kg, fu scagliato da un'esplosione contro il castello di prua della Pennsylvania. Nell'impatto perirono 15 uomini, tra cui l'ufficiale in seconda, 14 risultarono dispersi e 38 rimasero feriti.
Complessivamente, nell'attacco persero la vita 24 membri dell'equipaggio.
Durante l'attacco affondò la Arizona, nave sorella della Pennsylvania.
Il 20 dicembre la Pennsylvania partì per San Francisco, dove giunse il 29 dicembre. La corazzata fu sottoposta a riparazioni fino al 30 marzo del 1942.

### 1942
Dal 14 aprile al 1º agosto la Pennsylvania condusse numerose esercitazioni e missioni di pattugliamento lungo le coste della California, intervallate da revisioni nei cantieri di San Francisco. Il 4 giugno a bordo della Pennsylvania, durante una cerimonia l'ammiraglio Ernest King, Capo delle operazioni navali, consegnò la Distinguished Service Medal all'ammiraglio Chester Nimitz, per i suoi eccezionali meriti come Comandante in capo della Flotta del Pacifico, ruolo che ricopriva dal 31 dicembre 1941.
La Pennsylvania fu una delle sette corazzate che, sotto al comando del viceammiraglio William S. Pye, rimasero a proteggere la costa ovest degli Stati Uniti da possibili attacchi giapponesi durante la battaglia delle Midway.
Dopo la vittoria statunitense, la corazzata fece ritorno a San Pedro.
Dal 14 aprile al 1º agosto la Pennsylvania condusse esercitazioni su vasta scala e pattugliamenti lungo le coste della California, con puntuali revisioni a San Francisco. In seguito condusse esercitazioni di tiro e si unì ad una Task Force di portaerei a guardia del settore hawaiano. Il 4 ottobre la Pennsylvania tornò a San Francisco, dove fu sottoposta a lavori che durarono fino al 5 febbraio 1943. I 12 cannoni da 5" (127 mm)/51 e i 12 contraerei da 5" (127 mm)/25 furono sostituiti da 16 nuovi cannoni da 5" (127 mm)/38 dual purpose, utilizzabili cioè sia come cannoni navali che come contraerea, suddivisi in otto torrette.
La Pennsylvania condusse in seguito nuove esercitazioni e pattugliamenti lungo le coste della California.

### 1943

#### Isole Aleutine

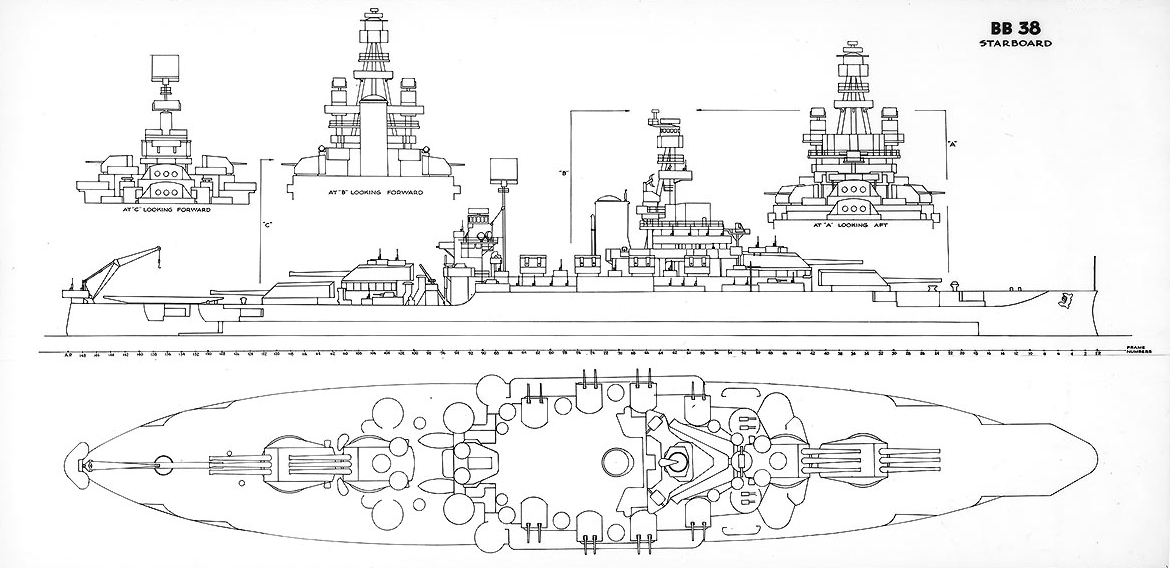
La Pennsylvania dopo le modifiche del 1942-1943

Il 23 aprile la Pennsylvania, ai comandi del capitano William Corn, partì verso l'Alaska per prendere parte alla campagna delle isole Aleutine. Il 30 aprile arrivò nella base di Cold Bay. Durante l'11 e 12 maggio, assieme alle corazzate Idaho e Nevada, partecipò ai bombardamenti costieri in appoggio allo sbarco delle truppe statunitensi sull'isola di Attu.
Il 12 maggio, durante il ritiro dall'isola, un PBY Catalina di pattuglia avvistò la scia di un siluro diretto verso la Pennsylvania.
La corazzata virò a tutta velocità, riuscendo a schivare il siluro che passò vicino alla poppa.
I cacciatorpediniere Edwards e Farragut iniziarono la caccia all'ignoto aggressore. Il sommergibile giapponese I-31, che aveva lanciato il siluro contro la Pennsylvania, fu inseguito dai due cacciatorpediniere ed attaccato con cariche di profondità per le successive 10 ore. L'I-31 riuscì a scappare ma riporto seri danni, ed il 13 maggio fu definitivamente affondato dal cacciatorpediniere Frazier. Altri siluri furono avvistati la mattina del 14 maggio, ma questa volta la ricerca condotta dai cacciatorpediniere fu infruttuosa.
Quella stessa mattina, i due idrovolanti Vought OS2U Kingfisher della Pennsylvania partirono per trasferirsi sulla nave appoggio idrovolanti Casco, da cui eseguirono attacchi contro le postazioni difensive giapponesi sull'isola di Attu.
Il pomeriggio dello stesso giorno la Pennsylvania condusse la terza missione di bombardamento contro l'isola di Attu, questa volta a supporto della fanteria che stava conducendo un attacco sul lato ovest della Holtz Bay.
La Pennsylvania continuò ad operare a nord e ad est dell'isola di Attu, fino al 19 maggio quando si diresse verso l'isola di Adak.
Il 21 maggio ripartì verso i Puget Sound Navy Yard di Bremerton, nello Stato di Washington, dove giunse il 28 maggio. La Pennsylvania torno all'isola di Adak il 7 agosto, per ripartire il 13 come nave ammiraglia del retroammiraglio Francis Rockwell, comandante della Kiska Attack Force.
Il 15 agosto le truppe statunitensi sbarcarono nella zona ovest dell'isola di Kiska. Il 16 agosto, i soldati scoprono che i giapponesi avevano lasciato l'isola e che le infrastrutture presenti erano state distrutte prima e durante i bombardamenti statunitensi. La Pennsylvania continuò a pattugliare al largo dell'isola di Kiska fino al 23 agosto, quando fece ritorno all'isola di Adak.
Il 16 agosto la Pennsylvania partì verso Pearl Harbor, dove arrivò il 1º settembre. Il 19 settembre, con a bordo 790 passeggeri saliti nel porto delle Hawaii, partì alla volta di San Francisco, dove arrivò il 25 settembre. La Pennsylvania tornò a Pearl Harbor il 6 ottobre, e dopo aver sbarcato i passeggeri prese parte ad alcune esercitazioni di bombardamento nell'area delle Hawaii.

#### Isole Gilbert

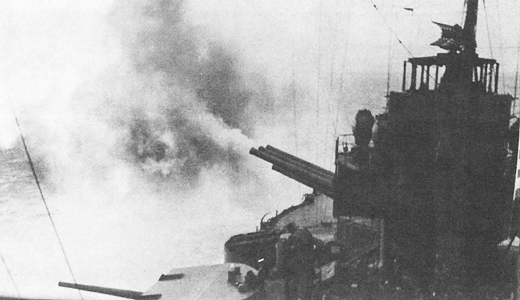
La Pennsylvania mentre esegue un bombardamento di supporto allo sbarco sull'Isola di Kiska

La Pennsylvania divenne la nave ammiraglia dell'ammiraglio Richmond Turner, comandante della Fifth Amphibious Force, parte della Northern Attack Force. La Pennsylvania partì da Pearl Harbor il 10 novembre per prendere parte all'assalto all'atollo di Makin, nelle isole Gilbert.
La Task Force, composta da quattro corazzate, tra cui la Pennsylvania, quattro incrociatori, tre portaerei di scorta, diversi cacciatorpediniere e navi da trasporto, giunse nella zona sud-est dell'atollo di Makin la mattina del 20 novembre.
La Pennsylvania aprì il fuoco contro l'atollo di Butariati con la batteria principale da una distanza di circa 13.000 m, ed in seguito anche con l'artiglieria secondaria.
Il 24 novembre, poco prima che fosse dato l'annuncio agli equipaggi di mettersi ai posti di combattimento, una tremenda esplosione venne avvistata a dritta della prua della Pennsylvania, che in quel momento stava tornando da un pattugliamento nel settore di Makin.
Si trattava della portaerei di scorta Liscome Bay, colpita da un siluro lanciato dall'I-175. L'esplosione fu causata dal fatto che il siluro colpì una santabarbara della nave, in cui erano conservate le bombe degli aerei imbarcati.
Nell'affondamento perse la vita anche il Comandante di squadra, il retroammiraglio Henry Mullinnix.
Nella notte tra il 25 e il 26 novembre aerosiluranti giapponesi tentarono di attaccare la formazione, ma furono respinti senza nessun danno da parte delle navi della Task Force.

### 1944

#### Isole Marshall
La mattina del 31 gennaio 1944 la Pennsylvania iniziò a bombardare Kwajalein, nelle isole Marshall, proseguendo per l'intera giornata. Il 1º febbraio le truppe statunitensi arrivarono sull'isola, e la Pennsylvania fornì fuoco di supporto prima e dopo le operazioni di sbarco. La sera del 3 febbraio la Pennsylvania si fermò in una laguna vicino kwajalein.
Il successo dell'invasione di Kwajalein era certo, e la corazzata poté ritirarsi nell'atollo di Majuro per ripristinare la sua scorta di munizioni. Il 12 febbraio, la Pennsylvania partì per partecipare alla Battaglia di Eniwetok.
Il 17 febbraio la Pennsylvania entrò nella laguna di Eniwetok, iniziando un bombardamento delle postazioni nemiche sull'Isola di Engebi. La mattina del 18 febbraio fornì fuoco di copertura allo sbarco anfibio su tale isola.
Una volta che le truppe statunitensi conquistarono l'isola di Engebi, la Pennsylvania proseguì attraverso la laguna fino all'Isola di Parry, contro cui effettuò una serie di bombardamenti nelle giornate del 20 e 21 febbraio in preparazione dell'attacco delle truppe terrestri.
L'isola di Parry era coperta da una fitta vegetazione tropicale, che si estendeva anche sulla spiaggia fino alla toccare l'acqua della laguna. Alla fine dei due giorni di bombardamento, non un albero era rimasto in piedi.
La mattina del 22 febbraio, la Pennsylvania fornì supporto allo sbarco delle truppe statunitensi sull'isola.
La Pennsylvania tornò a Majuro il 1º marzo, in seguito raggiunse la base navale di Port Havannah sull'isola di Éfaté, nelle Nuove Ebridi, dove rimase fino a fine aprile, per poi ripartire verso Sydney, in Australia, dove giunse il 29 aprile. Tornata a Éfaté l'11 maggio, raggiunse in seguito la base navale di Port Purvis, nelle Isole Florida, dove condusse esercitazioni di bombardamento e di assalti anfibi. Il 27 maggio tornò nuovamente a Éfaté per rifornirsi di munizioni. Lasciò la base il 2 giugno, arrivando all'isola di Roi-Namur il 3 giugno.

#### Isole Marianne

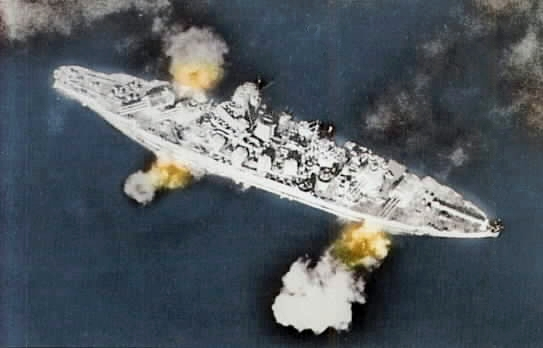
La Pennsylvania durante i bombardamenti che segnano l'inizio della battaglia di Guam, 21 luglio 1944

La Pennsylvania era parte della flotta, composta da altre corazzate, incrociatori, portaerei di scorta e cacciatorpediniere, che il 10 giugno partì col compito di attaccare ed invadere le Isole Marianne.
Durante la notte, uno dei cacciatorpediniere captò un segnale col sonar e ordinò una virata di emergenza a 90°.
Nella manovra, la Pennsylvania urtò contro la Talbot, un ex-cacciatorpediniere convertito a nave da trasporto veloce. La Pennsylvania subì danni leggeri, mentre la Talbot dovette tornare alla base di Eniwetok per le riparazioni.
Il 14 giugno la Pennsylvania effettuò dei bombardamenti contro Saipan in preparazione all'assalto anfibio che avrebbe vuoto luogo il giorno successivo. La corazzata poi si diresse nella zona nord-est di Tinian per neutralizzare alcune batterie giapponesi che avrebbero potuto colpire la spiaggia di Saipan nel momento dello sbarco.
Il 16 giugno condusse dei bombardamenti contro alcuni obbiettivi di Point Udall, a Guam, per poi tornare nell'area di Saipan. La Pennsylvania lasciò le Isole Marianne il 25 giugno e, dopo un breve periodo in sosta alla base Eniwetok, il 9 luglio ripartì per tornare a combattere nella campagna delle isole Marianne.
Il 12 e 14 luglio la Pennsylvania conduce alcune operazioni di bombardamento contro Guam, in previsione dell'assalto anfibio. La sera del 14 luglio tornò a Saipan per fare scorta di munizioni. Il 17 luglio la Pennsylvania tornò a Guam, dove esegui una serie di bombardamenti su obbiettivi programmati fino al 20 luglio.
Durante la battaglia di Guam, la Pennsylvania sparò più proiettili di quanti ne abbia sparati ogni altra nave nella storia durante una singola campagna.
Questo le fece di fatto guadagnare uno dei suoi soprannomi, quello di Old Falling Apart, letteralmente Vecchia che cade a pezzi. Questo perché la Pennsylvania espulse tanto metallo, i proiettili, che sembrava perdere pezzi.
All'alba del 21 luglio, la Pennsylvania prese posizione tra Agat Beach e la Penisola di Orote, iniziando a bombardare la zona costiera nei momenti immediatamente prima delle operazioni di sbarco, quando la fanteria ed i mezzi erano già pronti sulle navi d'assalto anfibio.
Una volta che le truppe riuscirono a stabilire una testa di ponte, la Pennsylvania continuò a fornire fuoco di supporto, finché non venne richiamata per altri bombardamenti mirati lungo le coste dell'isola, che continuarono fino al 3 agosto. In seguito la Pennsylvania arrivò fino a Eniwetok, e dopo alcune esercitazioni di sbarco nella zona di Capo Speranza, a Guadalcanal, tornò a Port Purvis. Il 6 settembre lasciò la base, unendosi al Palau Bombardment and Fire Support Group. Dal 12 al 14 settembre la Pennsylvania prese parte alle intensive operazioni di bombardamento mirato contro Peleliu. Il 15 settembre fornì supporto di fuoco allo sbarco delle truppe statunitensi, che diede inizio alla battaglia di Peleliu. La Pennsylvania prosegui con devastanti bombardamenti contro le postazioni di artiglieria giapponese poste sulle che fiancheggiavano la Red Beach, nella vicina Angaur.

#### Filippine

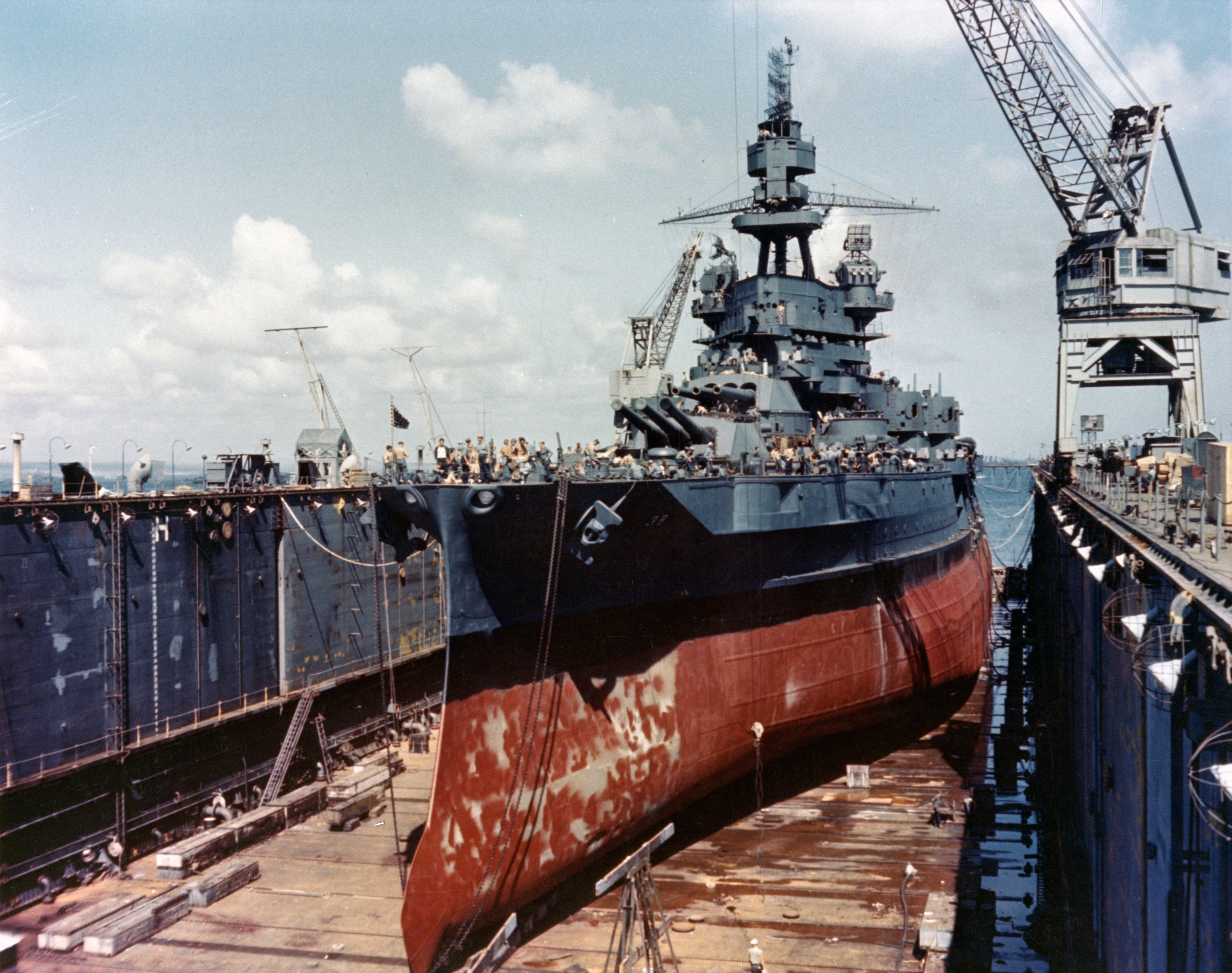
La Pennsylvania ferma in un bacino di carenaggio nel 1944

Il 25 settembre, la Pennsylvania raggiunse la base di Manus, nelle Isole dell'Ammiragliato, per alcune riparazioni di emergenza. Il 1º ottobre entrò in un bacino di carenaggio. Il 12 ottobre lasciò la base insieme ad altre 5 corazzate andando a formare, sotto alla guida del retroammiraglio Jesse Oldendorf, il Bombardment and Fire Support Group, parte della Central Philippine Attack Force, forza navale che al comando del viceammiraglio Thomas Kinkaid si mosse contro le Filippine.
La Pennsylvania raggiunse la costa est di Leyte, dove iniziò bombardamenti di supporto a ricognizioni costiere, all'Underwater Demolition Team e ad operazione di sminamento nel Golfo di Leyte e nel porto di San Pedro.
La Pennsylvania iniziò le operazioni di bombardamento su Leyte, ed il 20 ottobre fornì supporto allo sbarco sull'isola. Alle operazioni di supporto affiancò fuoco di disturbo e lancio di bengala nelle ore notturne.
Il 24 ottobre tutte le unità disponibili della United States Navy erano pronte al combattimento, mentre la flotta della Marina imperiale giapponese aveva circondato le Filippine, era il preludio della battaglia del Golfo di Leyte.
Nella notte la Pennsylvania e le corazzate West Virginia, Maryland, Mississippi, Tennessee e California, insieme a diversi incrociatori e cacciatorpediniere, tutti componenti la forza navale sotto al comando di Oldendorf, prosegui verso sud. Le navi raggiunsero l'entrata nord dello Stretto di Surigao, dove iniziarono a procedere lentamente aventi ed indietro, in attesa delle navi giapponesi. La stessa notte, alcune PT boat statunitensi lanciarono i primi siluri contro il nemico. In seguito i cacciatorpediniere attaccarono le navi giapponesi da entrambi i lati della linea di approccio, con siluri e con colpi di cannone. Alle 03:53 del 26 ottobre, la West Virginia apre il fuoco contro il nemico, seguita poco dopo da altre corazzate e incrociatori. La Maryland, la Mississippi e la stessa Pennsylvania inizialmente sono impossibilitate ad aprire il fuoco, in quanto i loro radar sono troppo obsoleti.
La flotta giapponese era caduta in una trappola perfetta, Oldendorf era infatti riuscito a realizzare il sogno di ogni stratega navale, eseguendo il Taglio del T contro la formazione nemica. I giapponesi persero le corazzate Yamashiro e Fuso e 3 cacciatorpediniere, in quella che prese il nome di battaglia dello Stretto di Surigao.
Solo l'incrociatore Mogami, assieme ad un cacciatorpediniere, riuscirono a scappare. Nessuna della navi al comando di Oldendorf venne perduta. La Mogami venne affondata il giorno successivo da un attacco aereo partito da una portaerei statunitense.
Il 26 ottobre, 10 aerei giapponesi condussero un attacco simultaneo contro un cacciatorpediniere della flotta di Oldendorf. L'attacco fallì, in particolare grazie alla Pennsylvania, le cui batterie contraeree abbatterono 4 aerei e tennero i restanti a distanza. La notte del 28 ottobre la Pennsylvania abbatté un aerosilurante prima che riuscisse a sganciare il siluro contro la corazzata. La Pennsylvania rimase a pattugliare il Golfo di Leyte fino al 25 novembre, quando si diresse prima verso Manus ed in seguito alla base navale di Kossol Passage, dove fece rifornimento di munizioni.

### 1945

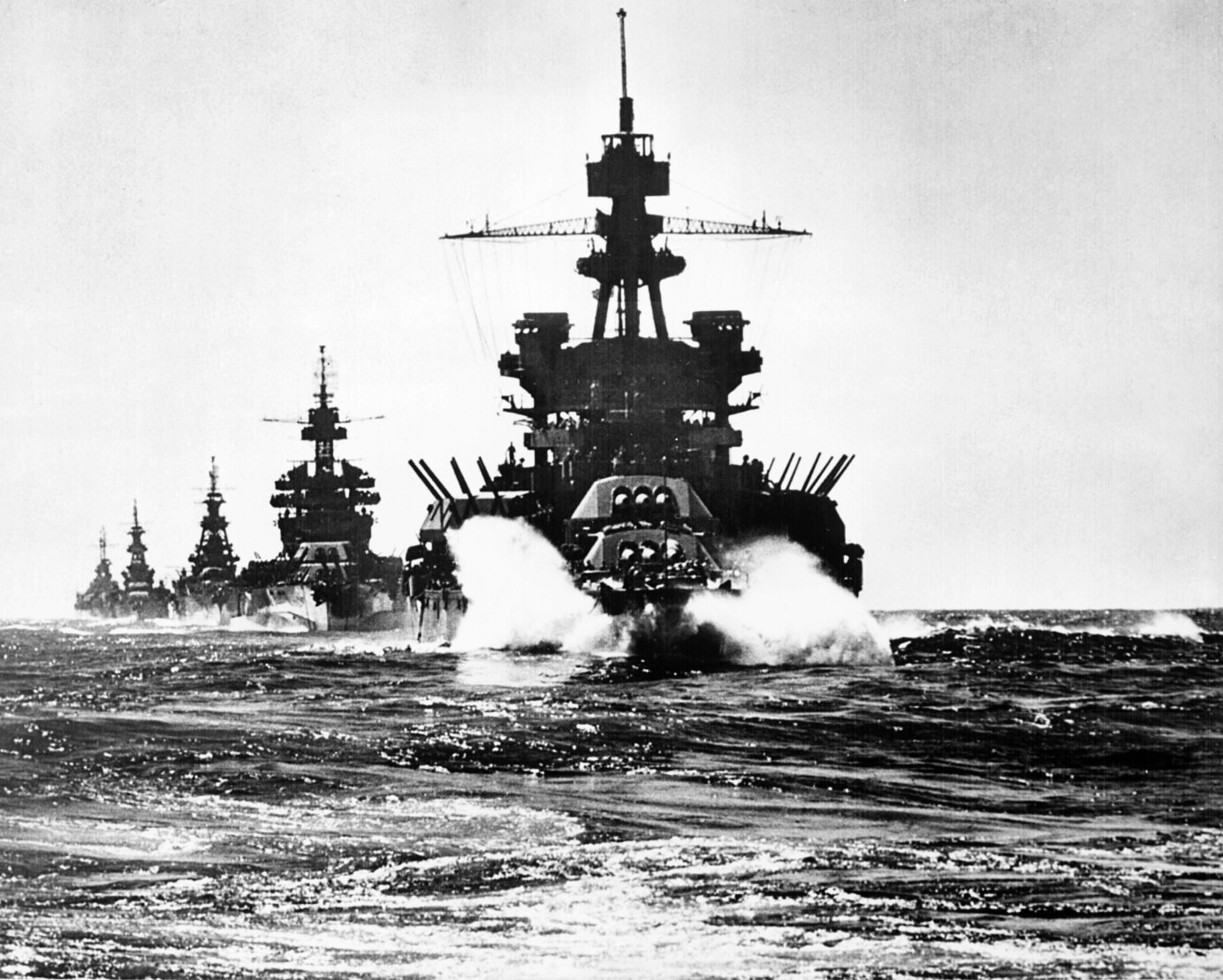
La Pennsylvania guida la Colorado, la Louisville, la Portland e la Columbia nel Golfo di Lingayen

Il 1º gennaio 1945 la Pennsylvania, assieme al Lingayen Bombardment and Fire Support Group al comando di Oldendorf, si diresse verso il Golfo di Lingayen. Nelle giornate del 4 e 5 gennaio la flotta subì un pesante attacco aereo da parte dei giapponesi. Una delle portaerei di scorta, la Ommaney Bay fu danneggiata irreparabilmente da un attacco kamikaze, che causò un vasto incendio. I resti della portaerei furono fatti affondare da un siluro lanciato dal cacciatorpediniere Burns.
Numerose altre navi della flotta riportarono danni.
La mattina del 6 gennaio la Pennsylvania iniziò il bombardamento di obiettivi prescelti sull'Isola di Santiago.
Nel pomeriggio entrò nel Golfo e vi rimase fino a notte, per fornire protezione alle operazioni di sminamento.
All'alba del 7 gennaio, il Lingayen Bombardment and Fire Support Group entrò nel Golfo di Lingayen per fornire fuoco di supporto e effettuare missioni di bombardamento, che proseguirono anche l'8 gennaio.
Il 9 gennaio la Pennsylvania fornì supporto allo sbarco delle truppe. Il 10 gennaio ci fu un attacco aereo giapponese alle forze che presidiavano il Golfo di Lingayen, ma delle bombe lanciate nessuna colpì la Pennsylvania.
Nel pomeriggio la corazzata effettuò l'ultima missione di supporto sull'isola, sparando 12 colpi contro un gruppo di carri armati nemici avvistati vicino alla costa, distruggendoli.
Dal 10 al 17 gennaio la Pennsylvania pattugliò il Mar Cinese meridionale, fuori dal Golfo di Lingayen, insieme ad altre navi della flotta. Il 17 gennaio si mise all'ancora nel Golfo di Lingayen, dove rimase fino al 10 febbraio, quando partì verso base di Manus per alcune riparazioni temporanee.
Ripartì il 22 febbraio, e facendo rotta attraverso le Isole Marshall e Pearl Harbor, arrivò a San Francisco il 13 marzo, dove fu sottoposta a diversi lavori nei San Francisco Naval Shipyard. Furono sostituite sia le torrette primarie che secondarie, logorate da anni di uso bellico. In particolare, cannoni principali da 14 in (360 mm)/45 furono sostituiti con quelli, del medesimo tipo, recuperati dalla corazzata Oklahoma affondata nell'attacco di Pearl Harbor. Furono
installate ulteriori batterie contraeree, un nuovo radar e sistemi di controllo del tiro.
Terminati i lavori, la Pennsylvania condusse alcuni test fuori San Francisco, seguiti da esercitazioni nelle acque di San Diego, in California. La corazzata lascia San Francisco il 12 luglio, arrivando a Pearl Harbor il 18 luglio. Il 24 luglio partì in direzione di Okinawa. Mentre era in viaggio, il 1º agosto prese parte ai bombardamenti sull'Isola di Wake, e dopo aver fatto rifornimento di munizioni a Saipan il giorno seguente, riprese la rotta.
Raggiunta Okinawa, la Pennsylvania gettò l'ancora vicino alla Tennessee, a Buckner Bay, una baia nella zona sud dell'isola.
Il 12 agosto un aerosilurante giapponese riuscì a penetrare nella baia senza essere individuato, e lanciò un siluro contro la Pennsylvania, in quel momento all'ancora. Il siluro centrò in pieno la corazzata, che subì danni molto estesi.
L'impatto del siluro causò una falla del diametro approssimativo di 9,1 m nella zona di poppa della Pennsylvania.
Venti uomini persero la vita e 10 rimasero feriti, compreso l'ammiraglio Oldendorf che riportò la frattura di numerose costole.
Molti compartimenti stagni si allagarono, e la poppa della Pennsylvania sprofondò in parte per l'aumento di peso.
L'allagamento fu tenuto sotto controllo grazie agli sforzi dell'equipaggio e all'intervento tempestivo di due rimorchiatori.
Il giorno seguente fu rimorchiata in acque basse dove proseguirono le operazioni di salvataggio.

## Il dopoguerra

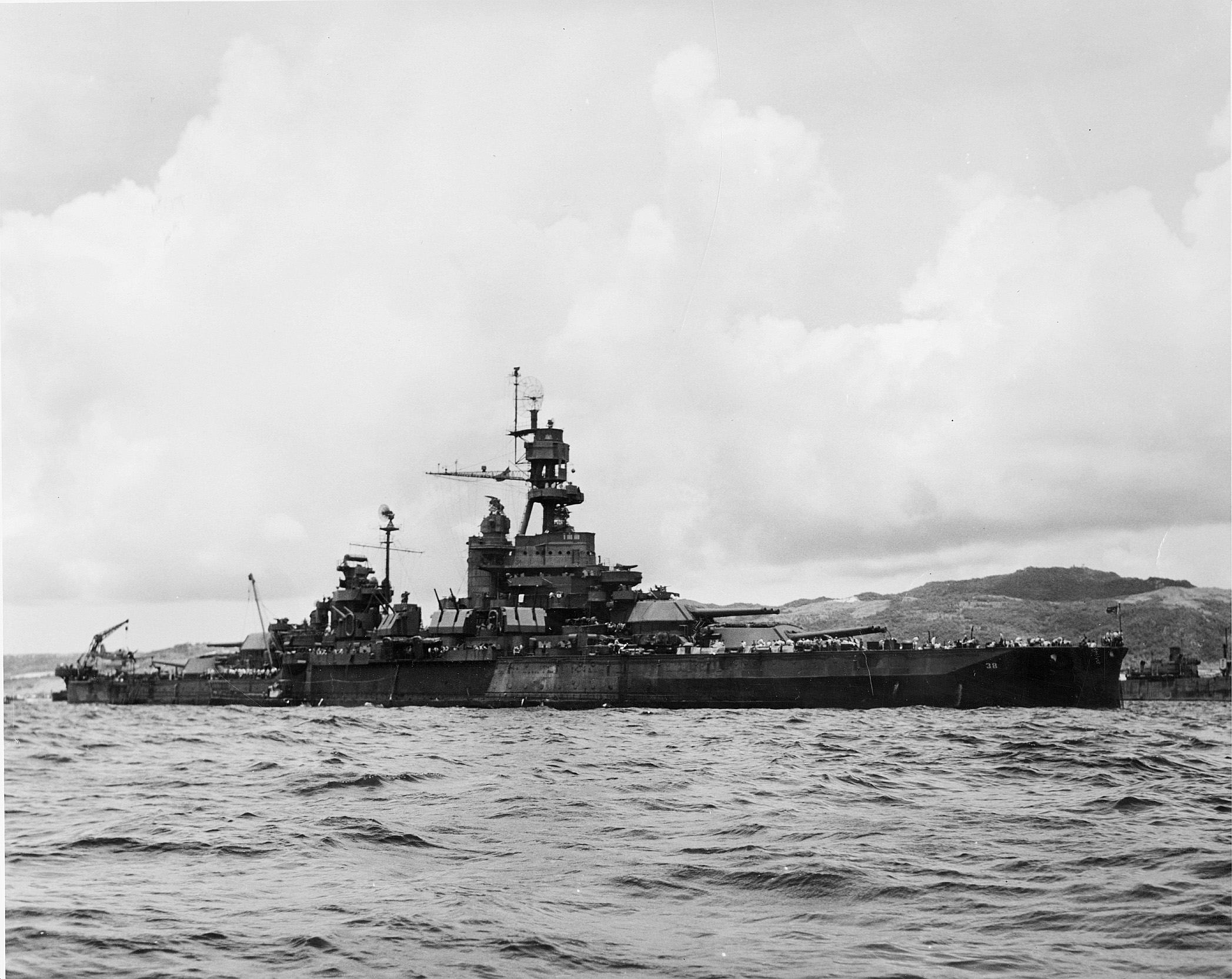
La Pennsylvania all'ancora in una località sconosciuta, circa 1945-46

La Pennsylvania lasciò Buckner Bay il 18 agosto, trainata da due rimorchiatori. Il 6 settembre raggiunge Apra Harbor, a Guam, dove viene sottoposta a riparazioni provvisorie in un bacino di carenaggio. La grossa falla venne chiusa con una lastra d'acciaio, così da poter permettere alla Pennsylvania di riprendere il mare per tornare negli Stati Uniti. Il 4 ottobre lascia la base assieme all'incrociatore leggero Atlanta e al cacciatorpediniere Walke.
Il 17 ottobre, improvvisamente l'albero nº 3 si staccò dai supporti e scivolò fuori dalla poppa. Fu necessario inviare dei subacquei per tagliare la parte di albero che sporgeva, che una volta rimossa sprofondò nell'oceano assieme all'elica, rimasta solidale all'albero stesso.
La Pennsylvania, continuando ad imbarcare acqua e con una sola elica funzionante, il 24 ottobre riuscì a raggiungere il Puget Sound Navy Yard. Le riparazioni consentirono alla Pennsylvania di raggiungere le Isole Marshall, dove la corazzata fu utilizzata come nave bersaglio nell'Operation Crossroads, una serie di test nucleari svolti nell'atollo di Bikini nel luglio 1946. In particolare, la Pennsylvania fu impiegata nel Test Baker, svolto il 25 luglio.
Dopo i test, la Pennsylvania fu rimorchiata nella laguna di Kwajalein, dove il 29 agosto fu disarmata. Rimase a Kwajalein per esami radiologici e strutturali fino al 10 febbraio 1948, quando si procedette al definitivo affondamento. Fu radiata d'ufficio il 19 febbraio.

## Statistiche dellaPennsylvanianella seconda guerra mondiale

### Distanza percorsa
| Periodo                                   | Miglia  | Chilometri |
| ----------------------------------------- | ------- | ---------- |
| Dal 7 dicembre 1941 al 7 agosto 1942      | 22.344  | 41.381     |
| Dal 7 agosto 1942 al 18 maggio 1943       | 19.136  | 35.440     |
| Dal 18 maggio 1943 al 28 maggio 1943      | 3.463   | 6.413      |
| Dal 28 maggio 1943 al 24 settembre 1943   | 9.867   | 18.274     |
| Dal 24 settembre 1943 al 27 novembre 1943 | 10.000  | 18.520     |
| Dal 27 novembre 1943 al 17 gennaio 1944   | 5.249   | 9.721      |
| Dal 17 gennaio 1944 all'8 maggio 1944     | 9.985   | 18.492     |
| Dall'8 maggio 1944 al 26 giugno 1944      | 10.000  | 18.520     |
| Dal 26 giugno 1944 al 12 settembre 1944   | 10.000  | 18.520     |
| Dal 12 settembre 1944 al 16 novembre 1944 | 10.000  | 18.520     |
| Dal 16 novembre 1944 al 15 febbraio 1945  | 10.000  | 18.520     |
| Dal 15 febbraio 1945 a 13 marzo 1945      | 7.044   | 13.046     |
| Dal 13 marzo 1945 al 21 luglio 1945       | 10.335  | 19.140     |
| Dal 21 luglio 1945 al 9 ottobre 1945      | 4.629   | 8.573      |
| Dal 9 ottobre 1945 al 24 ottobre 1945     | 4.000   | 7.408      |
| Totale distanza percorsa                  | 146.052 | 270.488    |

### Proiettili esplosi contro unità nemiche
| Operazione                   | 14"/50 | 5"/38  | 5"/25 | 3"/50 | 40 mm  | 20 mm  | .50 cal |
| ---------------------------- | ------ | ------ | ----- | ----- | ------ | ------ | ------- |
| Attacco di Pearl Harbor      |        |        | 3.200 | 2.000 |        |        | 56.000  |
| Battaglia di Attu            | 324    | 2.285  |       |       |        |        |         |
| Battaglia di Makin           | 403    | 246    |       |       |        |        |         |
| Battaglia di Kwajalein       | 827    | 3.065  |       |       | 1.126  |        | 187     |
| Battaglia di Eniwetok        | 744    | 1.817  |       |       | 1.180  | 3.228  | 372     |
| Battaglia di Saipan-Tinian   | 153    | 476    |       |       |        |        |         |
| Battaglia di Guam            | 1.797  | 9.543  |       |       | 14.010 | 1.580  | 637     |
| Battaglia di Peleliu         | 662    | 3.447  |       |       | 802    |        |         |
| Battaglia di Angaur          | 298    | 1.680  |       |       |        |        |         |
| Battaglia del Golfo di Leyte | 866    | 5.507  |       |       | 2.089  | 2.443  | 120     |
| Invasione di Lingayen        | 640    | 3.016  |       |       | 2.715  | 5.477  | 131     |
| Battaglia dell'Isola di Wake | 140    | 583    |       |       |        |        |         |
| Battaglia di Okinawa         |        | 13     |       |       | 30     |        |         |
| Totale proiettili esplosi    | 6.854  | 31.678 | 3.200 | 2.000 | 21.952 | 12.728 | 57.447  |

## Onorificenze

### Navy Unit Commendation
Tutti componenti dell'equipaggio della Pennsylvania che prestarono servizio effettivo anche solo per una parte del periodo dal 4 maggio 1943 al 10 febbraio 1945, ricevettero il Navy Unit Commendation.
L'atto che attribuiva tale encomio alla Pennsylvania, redatto dal Segretario alla Marina James Vincent Forrestal, recitava:
The UNITED STATES SHIP PENNSYLVANIA for service as follows:
"For outstanding heriosm in action against enemy Japanese
forces in the Pacific War Area from May 4, 1943 to February 10,
1945. Operating under ten separate commands, the U.S.S.
PENNSYLVANIA was the only battleship to take part in every
combat amphibious operation during this period from Attu in the
northern area to Lingayen in the Philippines. Imperiled by
perpetual fog, she served as Flagship of the Task Force Commander
during the Aleutians Campaign and navigated in poorly charted
waters to deliver her accurate broadsides on predetermined but
invisible targets; intensive fire from her batteries blasted the way
for our assault waves in the Gilberts, the Marshalls and the
Marianas, silencing the enemy's heavy coastal guns, locating and
neutralizing camouflaged emplacements and rendering sturdy
support for our land forces. A gallant and dependable veteran,
the PENNSYLVANIA completed nearly thirty years of unfailing
service by her deadly close-in bombardment and gunfire support
in the recapture of the Philippines, fulfilling her prolonged and
vital mission without casualty to herself or her personnel by
Japanese fire. Handled superbly in the face of many obstacles
throughout this period, the PENNSYLVANIA achieved an illustrious
combat record, reflecting the courage, skill and brilliant teamwork
of the officers who plotted her course, the pilots who spotted her
gunfire and the operational force which aided in maintaining her
fighting efficiency."

All personnel attached to and serving on board the U.S.S. PENNSYLVANIA
during the above period are hereby authorized to wear the
NAVY UNIT COMMENDATION Ribbon.
/s/ JAMES FORRESTAL

SECRETARY OF THE NAVY»
La UNITED STATES SHIP PENNSYLVANIA per il servizio reso, con la seguente motivazione:
"Per l'eccezionale eroismo mostrato nelle azioni contro le forze nemiche giapponesi nella zona di guerra del Pacifico dal 4 maggio 1943 al 10 febbraio 1945. Operando sotto dieci comandanti, la U.S.S. PENNSYLVANIA è stata l'unica unità navale a partecipare ad ogni operazione d'assalto anfibio durante questo periodo, dall'isola di Attu alla zona nord di Lingayen nelle Filippine.
Con il rischio derivante dalla fitta nebbia, ha servito come nave ammiraglia del comandante della Task Force durante la campagna delle Isole Aleutine e ha navigato in acque poco conosciute per lanciare le sue precise bordate contro obiettivi predeterminati ma invisibili; l'intenso fuoco delle sue batterie ha spiato la strada alle nostre ondate d'assalto nelle Isole Gilbert, Marshall e Marianne, mettendo a tacere l'artiglieria costiera del nemico, individuando e neutralizzando postazioni mimetizzate e fornendo un robusto supporto alle nostre forze di terra. Veterana galante ed affidabile, la PENNSYLVANIA ha completato quasi trent'anni di servizio infallibile fino al suo supporto, una stretta mortale di bombardamenti e cannonate, nella riconquista delle Filippine, compiendo la sua lunga e vitale missione senza che essa stessa né il suo equipaggio riportassero danni sotto il fuoco giapponese.
Manovrata in maniera superba di fronte ai vari ostacoli incontrati in questo periodo, la PENNSYLVANIA ha raggiunto illustri risultati in battaglia, che rispecchiano il coraggio, l'abilità e il brillante lavoro di squadra degli ufficiali che hanno tracciato la sua rotta, degli addetti al tiro che hanno diretto i suoi cannoni e dalle forze operative che hanno contribuito a mantenere alta la sua efficienza in combattimento."

Tutto il personale che ha prestato servizio a bordo della U.S.S. PENNSYLVANIA durante il periodo di cui sopra è autorizzato ad indossare il NAVY UNIT COMMENDATION Ribbon.
/s/ JAMES FORRESTAL

SEGRETARIO ALLA MARINA»

### Service star
La Pennsylvania ricevette inoltre 8 Service star per il servizio reso nella seconda guerra mondiale:
| Azione n°. | Operazione: Azione | Periodo dell'operazione                                 | Periodo di partecipazione della Pennsylvania       | Service star | Note |
| ---------- | --- | ------------------------------------------------------- | -------------------------------------------------- | ------------ | --- |
| 1          | Attacco di Pearl Harbor | 7 dicembre 1941                                         | 7 dicembre 1941                                    | 1            | |
| 2          | Campagna delle isole Aleutine: Occupazione di Attu                                                                                   | 11 maggio - 2 giugno 1943                               | 11 - 20 maggio 1943                                | 1            | |
| 3          | Campagna delle isole Gilbert | 13 novembre - 8 dicembre 1943                           | 25 - 29 novembre 1943                              | 1            | |
| 4 5        | Campagna delle isole Marshall: Occupazione di Kwajalein e dell'atollo di Majuro Campagna delle isole Marshall: Battaglia di Eniwetok | 29 gennaio - 8 febbraio 1944 17 febbraio - 2 marzo 1944 | 25 - 29 novembre 1943                              | 1            | Una Service star ricevuta per la partecipazione ad 1 o più azioni nella Campagna delle Isole Marshall. La Pennsylvania ha preso parte a 2 azioni (Azioni n°. 4 e 5) sulle 5 totali dell'intera campagna, ricevendo 1 Service star.  |
| 6 7        | Campagna delle Isole Marianne: Cattura ed occupazione di Saipan Campagna delle Isole Marianne: Cattura ed occupazione di Guam        | 11 giugno - 10 agosto 1944 12 luglio - 15 agosto 1944   | 31 gennaio - 8 febbraio 1944 17 - 23 febbraio 1944 | 1            | Una Service star ricevuta per la partecipazione ad 1 o più azioni nella Campagna delle Isole Marianne. La Pennsylvania ha preso parte a 2 azioni (Azioni n°. 6 e 7) sulle 10 totali dell'intera campagna, ricevendo 1 Service star. |
| 8          | Campagna delle Isole Palau: Cattura ed occupazione delle isole meridionali di Palau                                                  | 6 settembre - 14 ottobre 1944                           | 6 settembre - 14 ottobre 1944                      | 1            | |
| 9          | Operazione di Leyte: Sbarco su Leyte                                                                                                 | 10 ottobre - 29 novembre 1944                           | 10 ottobre - 29 novembre 1944                      | 1            | |
| 10         | Operazione di Luzon: Sbarco nel Golfo di Lingayen                                                                                    | 4 - 18 gennaio 1945                                     | 4 - 18 gennaio 1945                                | 1            | |